# الحرب الأهلية التشيلية لعام 1891

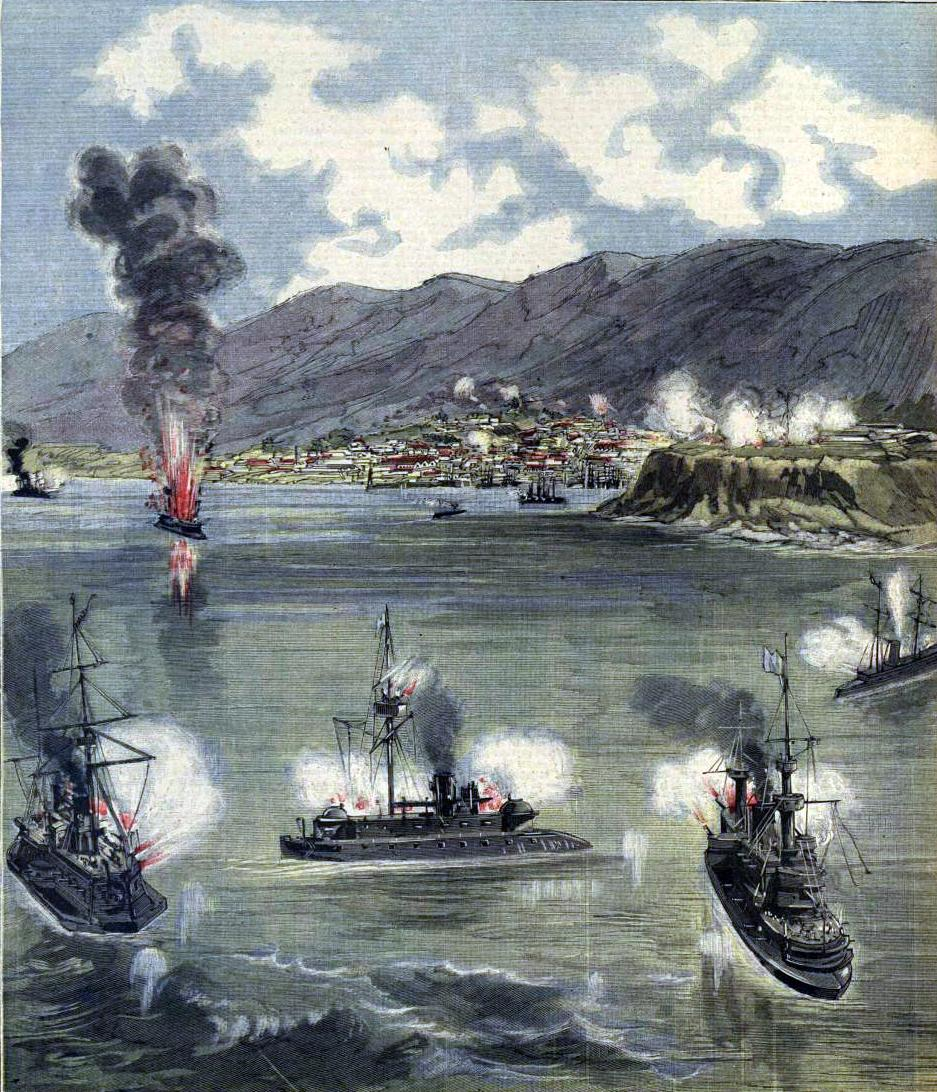
الهجوم على فالبارايسو عام 1891 خلال الحرب الأهلية التشيلية.

كانت الحرب الأهلية التشيلية لعام 1891 (المعروفة أيضًا باسم ثورة 1891) حربًا أهلية في تشيلي وقعت بين القوات الداعمة للكونغرس والقوات الداعمة للرئيس، خوسيه مانويل بلماسيدا، من 16 يناير 1891 إلى 18 سبتمبر 1891. شهدت الحرب مواجهة بين الجيش التشيلي الذي كان في صف الرئيس وسلاح البحرية التشيلي الذي كان في صف الكونغرس. انتهى هذا النزاع بهزيمة الجيش التشيلي والقوات الرئاسية وانتحار الرئيس بلماسيدا تبعًا لذلك. سُجلت هذه الحرب في التأريخ التشيلي على أنها نهاية للجمهورية الليبرالية وبداية للعصر البرلماني.

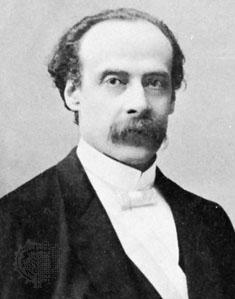
الرئيس خوسيه مانويل بالماسيدا

## الأسباب
نشأت الحرب الأهلية التشيلية بسبب خلافات سياسية بين رئيس تشيلي، خوسيه مانويل بلماسيدا، والكونغرس التشيلي. في عام 1889، أصبح الكونغرس معاديًا بشكل واضح لإدارة الرئيس بلماسيدا، وأصبح الوضع السياسي خطيرًا، إذ هدد أحيانًا بإدخال البلاد في حرب أهلية. وفقًا للعادات والتقاليد في تشيلي في ذلك الوقت، لا يمكن للوزير البقاء في المنصب إلا إذا دُعم من قِبل الأكثرية في المجالس. وجد بلماسيدا نفسه في وضع صعب، بكونه غير قادر على تعيين أي وزراء يمكنهم التحكم بأكثرية في مجلس الشيوخ ومجلس النواب ويتفقوا في نفس الوقت مع آراءه الخاصة في إدارة الشؤون العامة. في هذا الظرف، افترض الرئيس أن الدستور يعطيه السلطة لترشيح وزراء من اختياره والإبقاء عليهم في المنصب وأن الكونغرس لا يملك السلطة للتدخل.
عند هذه النقطة فقط، أصبح الكونغرس ينتظر الفرصة الملائمة لفرض سلطته. في عام 1890، تكشّفَ أن الرئيس بلماسيدا قد قرر ترشيح صديقه الشخصي المقرب كخليفة له. أوصل هذا الأمور إلى حالة المجابهة ورفضَ الكونغرس إقرار ميزانية من أجل الإمدادات اللازمة لتسيير شؤون الحكومة. تساوم بلماسيدا مع الكونغرس، إذ وافق على ترشيح مجلس يلائمهم على شرط إقرار الميزانية. على أي حال، استقال هذا المجلس حين فهم الوزراء النطاق الكامل للنزاع بين الرئيس والكونغرس. رشح بعدها بلماسيدا مجلسًا لا يتماشى مع آراء الكونغرس برئاسة كلاوديو فيكونا، الذي لم يكن هدف بلماسيدا بتعيينه خلفًا له أمرًا سريًا. لتجنب معارضة أفعاله، أحجم بلماسيدا عن استدعاء جلسة استثنائية للمجلس التشريعي من أجل مناقشة التقديرات الخاصة بالإيرادات والنفقات لعام 1891.

### الأزمة
في 1 يناير 1891، نشر الرئيس بلماسيدا بيانًا إلى الأمة في دوريات مختلفة مفادها أن ميزانية عام 1890 ستُعتبر الميزانية الرسمية لعام 1891. فُسر هذا الفعل من قِبل المعارضة بأنه غير شرعي ويتجاوز خصائص السلطة التنفيذية. كاعتراض على تصرف الرئيس بلماسيدا، أصدر نائب رئيس مجلس الشيوخ، والدو سيلفا، ورئيس مجلس النواب، رامون باروس لوكو، قرارًا بتعيين خورخي مونت قائدًا لسلاح البحرية، وأشارا إلى أنه لا يمكن لسلاح البحرية الاعتراف بسلطة بلماسيدا بعد الآن إذ أنه لم يُدر الشؤون العامة تماشيًا مع القانون الدستوري لتشيلي. انحازت الأكثرية من أعضاء الكونغرس لهذه الخطوة، ووقعت قانون عزل الرئيس بلماسيدا.

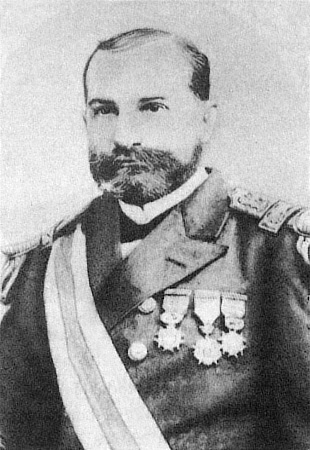
الكابتن خورخي مونت

## تمرد سلاح البحرية
في 6 يناير 1891، انطلق القادة السياسيون لفريق الكونغرس على متن فرقاطة بلانكو إنكالادا المدرعة، في فالبارايسو، ورفع كابتن تلك السفينة خورخي مونت الراية الخاص التي تعلن وجود كومودور (العميد البحري) أسطول الكونغرس. في 7 يناير أبحرت سفينة بلانكو إنكالادا، مصحوبة مع إزميرالدا وأوهيغينز وسفن أخرى، خارج ميناء فالبارايسو وتقدموا باتجاه الشمال إلى تاراباكا لتنظيم مقاومة مسلحة ضد الرئيس.
في ذلك الوقت، كانت الهيمنة البحرية في يد أسطول مونت (يناير). بقي جنود الجيش مخلصين للسلطة التنفيذية، ولهذا في الجزء الأول من الحرب، عمومًا، امتلك طرف الحكومة جيشًا دون أسطول. أمِلَ بلماسيدا بتشكيل سلاح بحرية؛ أخذ الكونغرس خطوات لتجنيد جيش من خلال أخذ المناصرين له على متن الأسطول.
فور اندلاع الثورة نشر الرئيس بلماسيدا مرسومًا يعلن فيه أن مونت ورفاقه خونة، وبدون تأخير نظم جيشًا من 40,000 رجل لقمع حركة العصيان. في حين كان كِلا الطرفين يتحضر للحدود القصوى، أدار بلماسيدا الحكومة تحت سلطة دكتاتورية بكونغرس من ترشيحه. في يونيو 1891 أمر بعقد الانتخابات الرئاسية، وأُعلن عن اختيار كلاوديو فيكونا رسميًا كرئيس للجمهورية للولاية القادمة في سبتمبر 1891.
كانت التحضيرات تُجهز منذ فترة طويلة لعصيان سلاح البحرية، وفي النهاية انضمت عدة سفن من سلاح البحرية التشيلي إلى طرف بلماسيدا. لكن كان ضمنهم زورقا مدفعية جديدان وسريعان مسلحان بطوربيد، ألميرانتي كوندل وألميرانتي لينش، وفي أحواض بناء السفن الأوروبية (غير المكتملة) ترسو أقوى سفينة في سلاح البحرية، أرتورو برات، وطرادتان سريعتان. إذا حصل أنصار بلماسيدا على هذه السفن فإن هيمنة سلاح البحرية التابع للكونغرس ستجد من يتحداها بشكل جدي. كانت موارد بلماسيدا تُستنفذ بسبب المصاريف العسكرية الكبيرة، وصمم على تصريف احتياطي سبائك الفضة المجمعة في خزائن دار سك العملة وفقًا لأحكام القانون من أجل إصدار الأوراق النقدية. نُقلت الفضة على متن سفينة حربية بريطانية، وصُرّف قسم منها لشراء باخرة سريعة لتكون بمثابة طراد مساعد وقسم آخر لشراء أنواع أخرى من المعدات الحربية.

### حادثةإتاتا
كان تنظيم القوات الثورية يجري ببطء. عانوا من صعوبة في الحصول على الأسلحة والعتاد اللازمان. جرى شراء إمدادات البنادق من الولايات المتحدة، وأرسلت على متن إتاتا، سفينة تشيلية في خدمة المتمردين.  رفضت سلطات الولايات المتحدة السماح لهذه الباخرة بالخروج من سان دييغو، ووُضع حارس على متنها. على أي حال، هربت إتاتا ووصلت إلى الساحل التشيلي، تحمل معها ممثلي الولايات المتحدة. أُرسل طراد سريع على الفور لملاحقتها، لكنه لم ينجح في إدراكها إلا بعد أن وصلت إلى وجهتها، أُجبرت إتاتا بعدها بالعودة إلى سان دييغو دون إنزال حمولتها إلى الثوار.

## الأعمال العدائية
أُطلقت أول طلقة، في 16 يناير، من قِبل مدفعيات البلانكو، وتشابكت فرق الإنزال من السفن الحربية مع أطراف صغيرة من قوات الحكومة في مناطق متعددة خلال يناير وفبراير. كانت قوات بلماسيدا الأساسية متمركزة في إيكويكو وكوكويمبو وفالبارايسو وسانتياغو وكونثبثيون وحولهم. كانت القوات في إيكويكو وكونثبثيون بحكم الضرورة، معزولة عن البقية وعن بعضها البعض، وبدأت العمليات العسكرية - كما في حملة جرت سابقًا في عام 1879 في هذه المنطقة - مع نزول سلاح البحرية على بيساغا متبوعًا بتقدم بري إلى دولورس.
في البداية، فشلت قوات الكونغرس بوضع موطئٍ لقدمها (16 – 23 يناير)، لكن، على الرغم من هزيمتهم في عمليتين أو ثلاث، تمكنوا من الحصول على العديد من المجندين وكميات من عتاد الحرب. في اليوم السادس والعشرين استعادوا بيساغ، وفي 15 فبراير هُزم قائد قوات بلماسيدا، إيولوخيو روبلس - الذي جهز لمعركة على أمل تلقي تعزيزات من تانكا - بشكل كامل في الساحة القديمة لمعركة سان فرانسيسكو. تراجع روبلس على طول خط السكة الحديدية، واستدعى القوات من إيكويكو، وهزم الغزاة في أوارا في 17 فبراير، لكن سقطت إيكويكو في هذه الأثناء تحت يد أسطول الكونغرس في 16 فبراير.

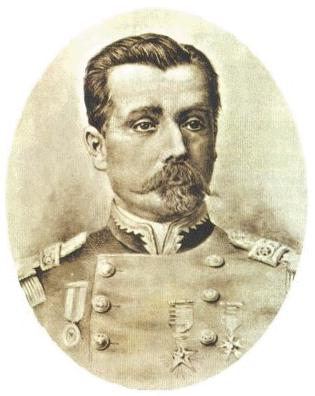
الجنرال ستانيسلاو ديل كانتو

### معركة بوزو ألمونتيه
جرى التخلي عن خط عمليات بيساغ على الفور، ونُقلت القوات العسكرية للكونغرس عن طريق البحر إلى إيكويكو، من هناك، انطلقوا تحت قيادة الكولونيل إيستانيسلاو ديل كانتو، برًا. وقعت معركة بوزو ألمونتيه، في السابع من شهر مارس، دار القتال فيها بشكل مستميت، لكن كان ديل كانتو متفوقًا بالعدد، وقُتل روبلس وتفرق جيشه. بعد هذا استسلمت قوات بلماسيدا في الشمال. اقتيد بعضهم إلى البيرو، وآخرون إلى بوليفيا، وقام رتل بانسحاب مضني من كالاما إلى سانتياغو، عبروا خلاله السلسة الرئيسية للأنديز مرتين.